# Discorso di Jozef Tiso a Holič

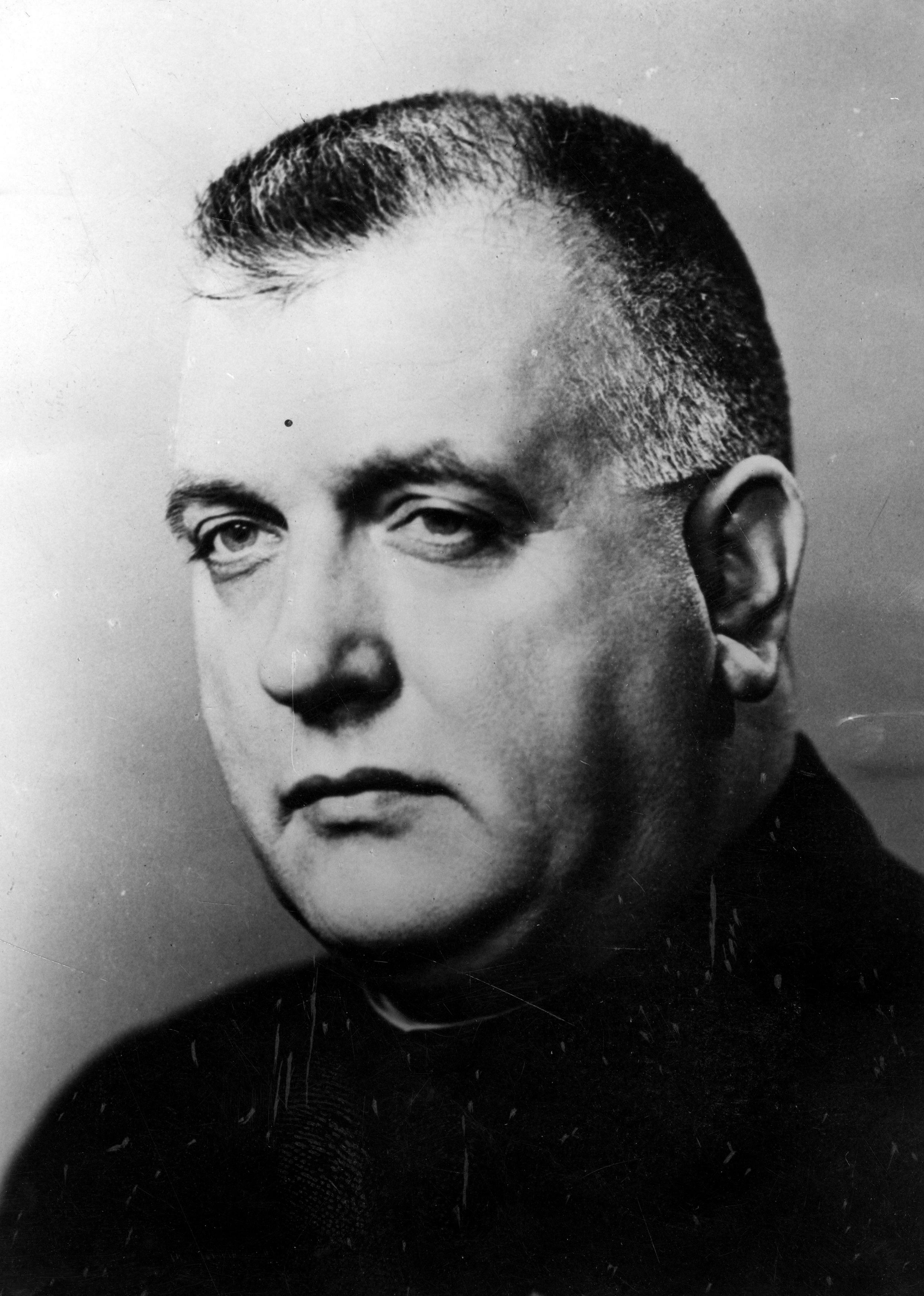
Jozef Tiso

Il discorso di Jozef Tiso a Holič avvenne nella città slovacca nell'agosto del 1942. In questo suo discorso, in qualità di Presidente dello Stato slovacco e sacerdote cattolico, difese la deportazione degli ebrei dalla Slovacchia definendoli "parassiti" e "l'eterno nemico", affermò che la loro deportazione fu sia economicamente necessaria che congruente con i principi morali cristiani. Il discorso fu considerato come una parte fondamentale dell'eredità morale di Tiso, emblematica della sua complicità nell'Olocausto.

## Contesto storico
Nel marzo del 1939, lo Stato slovacco dichiarò l'indipendenza dalla Cecoslovacchia e la Germania invase lo stato cecoslovacco. Quell'ottobre, Jozef Tiso divenne presidente della Slovacchia. In una petizione dell'8 marzo, i leader della comunità ebraica slovacca esortarono Tiso ad annullare la prevista deportazione degli ebrei della Slovacchia perché rappresentava la "distruzione fisica degli ebrei in Slovacchia". Tiso ignorò la petizione, così come la condanna dell'ambasciatore pontificio Giuseppe Burzio. Al tempo del discorso di Tiso, 55 000 ebrei degli 89 000 censiti furono deportati dallo Stato slovacco con 54 trasporti; le deportazioni furono interrotte il 1º agosto 1942. Il governo slovacco era a conoscenza che i deportati furono sistematicamente assassinati.

## Contenuto
Nel discorso, pronunciato il 15, il 16, o il 17 agosto 1942, Tiso sostenne che la deportazione degli ebrei era coerente con l'etica cristiana, e inoltre un positivo comandamento di Dio:
Tiso affermò che gli ebrei slovacchi, ossia il 5% della popolazione, guadagnavano il 38% del reddito nazionale. Si distinse anche dall'ala radicale del suo partito (il Partito Popolare Slovacco), invocando "quel [vecchio] slogan: 'Ebrei a Birobidzhan'" — che Tiso considerava "un po' troppo lontano". Affermò che Adolf Hitler stava dando agli ebrei uno stato indipendente in cui vivere con gli altri ebrei deportati, e sostenne che gli ebrei rimanenti dovevano essere deportati per consentire lo sviluppo della Slovacchia. Anche Tiso ripeté la dottrina di Andrej Hlinka, fondatore del Partito Popolare Slovacco, che "un ebreo resta ebreo anche se battezzato da cento vescovi".

## Reazioni
Il 30 agosto, Hitler osservò: "È interessante come questo piccolo prete cattolico, Tiso, ci mandi gli ebrei!". Il giornale della Guardia di Hlinka scrisse: "[ora] nessuno ha il diritto ... di dubitare della giustizia di deportare gli ebrei". Dieter Wisliceny, ufficiale delle SS e Judenberater in Slovacchia, fece riferimento al discorso di Tiso quando sostenne la ripresa delle deportazioni in una lettera datata 18 agosto. Il clero slovacco non reagì positivamente al discorso, criticando l'opportunismo politico di Tiso e la presentazione dell'amor proprio come un comandamento divino. A settembre e ottobre, altri 2 800 ebrei furono deportati dalla Slovacchia; le deportazioni non sarebbero riprese fino al 1944.

## Interpretazioni moderne
Secondo lo storico austriaco Arnold Suppan, il discorso fu "simile alla peggiore propaganda nazista antisemita". Lo storico slovacco Eduard Nižňanský osserva che il discorso differì poco dalle precedenti dichiarazioni di Tiso sugli ebrei, come il suo discorso sull'arianizzazione a Višňové nel settembre 1940. Sebbene le sue affermazioni negassero il comandamento cristiano di "ama il prossimo tuo come te stesso", fece appello al nazionalismo per insinuare che gli ebrei avrebbero potuto non essere coperti da questo obbligo. Secondo Nižňanský, l'obiettivo di Tiso potrebbe essere stato quello di alleviare le coscienze degli slovacchi che erano a disagio con le azioni del regime, o di mascherare la brutalità della deportazione. Nižňanský sostiene che il discorso dovrebbe essere considerato nel contesto della teoria di Herbert Kelman secondo cui la "routinizzazione" e la disumanizzazione hanno portato alle atrocità dell'Olocausto. Il discorso di Tiso fece parte di quella routine perché molti slovacchi si fidarono delle sue valutazioni morali a causa della sua autorità come sacerdote e presidente.
Secondo lo storico americano James Mace Ward, Tiso tentò di placare la Germania nazista e la fazione radicale del Partito popolare slovacco, scontenti del temporaneo arresto delle deportazioni. Lo storico slovacco Ivan Kamenec scrisse che il discorso fu la "dichiarazione più significativa" di Tiso sulle deportazioni del 1942 perché molti slovacchi credettero alle affermazioni di Tiso a causa della sua autorità come presidente e sacerdote. Kamenec ritiene che fosse difficile stabilire se Tiso fosse "un cinico demagogo politico in cerca di [...] una giustificazione per l'evidente crimine contro l'umanità" di cui fu complice, o se il discorso dimostrasse la sua "schizofrenia politica". Secondo Ward, il discorso "infame" divenne l'"epigrafe morale" della presidenza di Tiso.